# Maurice Bossard
Pour les articles homonymes, voir Bossard.
Maurice Bossard, né à Lausanne dans le quartier de Béthusy le 6 novembre 1922 et mort le 26 mai 2013, est un linguiste et un journaliste suisse.

## Biographie
Il est professeur de français médiéval à l'Université de Lausanne jusqu'en 1983.
Il a été rédacteur en chef du journal de Chailly, Le Chailléran, pendant 30 ans. Ce journal a été édité pour la première fois en 1971.

## Publications
- Maurice Bossard, Le vocabulaire de la Bible française de Castellion (1555), t. 2, Lausanne, Faculté des lettres de l'Université, coll. « Études de lettres / II », 1959
- Jules Reymond et Maurice Bossard, Le Patois vaudois : grammaire et vocabulaire, Yens, Cabédita, coll. « Regard et Connaissance », septembre 2010, 4e éd. (1re éd. 1979), 263 p., 22 × 15 cm, broché (ISBN 978-2-88295-600-2, présentation en ligne)
- Maurice Bossard et Jean-Pierre Chavan, Nos lieux-dits : toponymie romande, Yens, Cabédita, coll. « Archives vivantes », mars 2006 (1re éd. 1986), 324 p., 18,5 × 21 cm, broché (ISBN 978-2-88295-464-0, présentation en ligne)
- Maurice Bossard, Vie et mystère des mots : le Parler romand, Yens, Cabédita, coll. « Archives vivantes », 1990 (1re éd. 1990), 205 p., broché (ISBN 978-2-88295-038-3, présentation en ligne)
- Maurice Bossard et al. (préf. Philippe Pidoux, ill. Ketty et Alexandre Gisiger), Les communes vaudoises et leurs armoiries : district de Lausanne, t. 1, Chapelle-sur-Moudon, Ketty & Alexandre, 1991, 166 p.

## Sources
Fonds : Bossard (Maurice) (1690-2006) [0.60 ml].  Cote : PP 996. Archives cantonales vaudoises (présentation en ligne).